# Alamanni
Gli Alamanni, anche conosciuti come Allemanni o Alemanni, erano originariamente un'alleanza di tribù germaniche (tra le quali Catti, Naristi, Ermunduri, Iutungi e parte dei Semnoni) stanziate attorno alla parte superiore del fiume Meno, in una regione che oggi è posizionata nel sud-ovest della Germania.

## Origini
Una delle prime testimonianze dell'esistenza di questo insieme di popoli è il cognomen Alamannicus assunto dall'imperatore Caracalla (che regnò dal 211 al 217), che celebrò tramite esso la loro sconfitta per sua mano.
La natura dell'alleanza e le precedenti affiliazioni tribali rimangono misteriose agli storiografi. La loro alleanza era comunque di tipo aggressivo, essendosi susseguiti numerosi attacchi alle province della Germania superiore. 
Si ritiene abbiano assunto come modello del loro agire i Franchi, la prima alleanza di tribù germaniche, che aveva fermato la penetrazione romana sul basso Reno prima di invadere la provincia della Germania inferiore.
Dal I secolo il Reno era diventato il confine naturale che separava la Gallia romana dalle regioni germaniche: tribù germaniche, celti e tribù miste di queste due componenti etniche si erano stabilite in queste zone. I Romani divisero questi territori in due distretti: Germania superiore e Germania inferiore, situate rispettivamente lungo l'alto e il basso Reno: la Germania Superior includeva le regioni che si trovavano tra l'alto corso del Reno e l'alto corso del Danubio, I romani chiamavano anche questa regione Agri Decumates, un'espressione di incerta origine tradotta da alcuni storici come i "dieci cantoni": quello che volesse realmente significare è tuttavia tuttora oscuro.
Il confine fortificato della Germania Superior con i territori non controllati dall'impero fu chiamato Limes Germanicus.

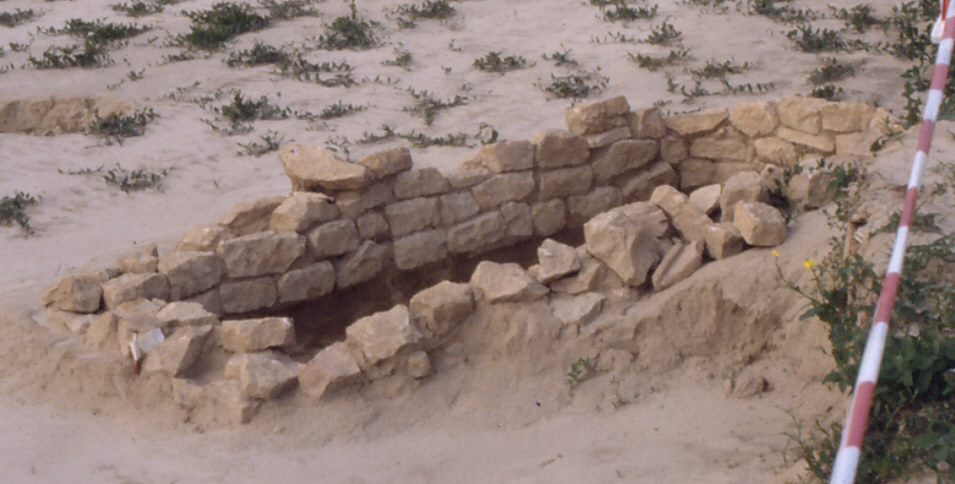
Una semplice tomba in pietra nella necropoli alamanna di Biengen presso Bad Krozingen

Le bande di Alamanni superarono frequentemente questo confine, penetrando la Germania Superior e gli Agri Decumates e occupando l'Alsazia, la Svizzera settentrionale e parti della Baviera e dell'Austria, regioni precedentemente occupate da tribù celtiche che erano sottomesse alla giurisdizione romana.
Furono popolazioni sempre ostiche al potere imperiale tanto che la fama di Proculo, usurpatore del trono imperiale nel 280, derivò dai suoi successi contro queste tribù.
La tribù dei Semnoni, parte degli Herminones, costituì il nucleo originario della federazione di tribù nota come Alemanni (o Alamanni), nominati per la prima volta nel 213. Gli Alamanni inizialmente vennero arruolati nell'esercito romano come ausiliari, ottenendo a fronte del graduale spopolamento il diritto di insediarsi in alcune zone dell'impero e diventando così, da pastori e cacciatori nomadi o seminomadi, agricoltori sedentari. Il popolo si stanziò nella valle del Neckar. La federazione degli Alamanni venne a conflitto con i Romani per la prima volta lungo il Limes germanico-retico, dove fu sconfitta da Caracalla, nel 213. Alla sconfitta fece seguito un periodo di relativa tranquillità, ma nel 235-236 il conflitto con Roma si riaccese; questa volta a opporsi agli Alamanni fu Massimino Trace, che non solo ne respinse le incursioni, ma penetrò anche profondamente all'interno del loro territorio, al di là del Limes. Nel 254 un nuovo tentativo di sfondamento del Limes fu arginato da Gallieno, ma nel 260 gli Alamanni riuscirono a penetrare, attraverso il passo del Brennero, in Italia, da dove solo a fatica l'imperatore riuscì a ricacciarli, in una battaglia combattuta presso Milano. La pressione alamanna indusse comunque Gallieno a rettificare il confine settentrionale dell'Impero, abbandonando gli Agri decumates, che così poterono essere occupati dagli stessi Alamanni. Negli anni successivi, gli Alamanni ripeterono più volte il medesimo schema, penetrando in Italia attraverso i passi alpini (268, 270); ogni volta furono respinti, ma soltanto a fatica e dopo che il primo obiettivo delle loro incursioni (il saccheggio) era comunque stato raggiunto. Nel 298 tornarono ad aggredire il Limes renano, impegnando Costanzo Cloro.

### Il nome
Come indicato dallo storico romano del terzo secolo Asinio Quadrato il loro nome significa "tutti gli uomini" e sta a indicare il loro eterogeneo conglomerato tribale: questo fu il nome utilizzato per descriverli da Edward Gibbon nella sua opera "Decline and Fall of the Roman Empire", capitolo 10 e che si è consolidato nella storiografia nel corso dei secoli. Tuttavia, come ci è stato tramandato dal monaco dell'abbazia di San Gallo Valafrido Strabone, che scrisse nel nono secolo, le popolazioni del nord della Svizzera e delle regioni confinanti, che gli stranieri chiamavano Alamanni, chiamavano loro stessi Suebi o Svevi.

### Prima menzione
Il primo documento in cui gli Alamanni vennero menzionati fu la descrizione della campagna di Caracalla del 213, compilata dallo storico Cassio Dione Cocceiano: al tempo gli Alamanni occupavano il bacino del Meno a sud del territorio popolato dalla tribù dei Catti. Dione ritrae gli Alamanni come vittime del suo sanguinario imperatore: secondo lo storico, Caracalla, chiamato in aiuto dagli stessi Alamanni approfittò della loro debolezza per colonizzare il loro territorio, cambiare il nome dei loro insediamenti e uccidere i loro guerrieri più valorosi. Quando l'imperatore cadde ammalato gli Alamanni rivendicarono di aver lanciato su di lui una maledizione: Caracalla si dice, contrastò questa influenza malvagia chiamando in aiuto gli spiriti dei suoi antenati. In risposta al loro maleficio l'imperatore inviò loro contro la Legio II Traiana Fortis che li sconfisse e che fu per questo chiamata Germanica. Gli scrittori romani, come appunto Cassio Dione nel III secolo o Aurelio Vittore nel IV secolo, non ebbero comunque una conoscenza precisa delle origini degli Alamanni, non comparve nulla che lasciasse presagire che, presso quei popoli, vi fosse l'esistenza di particolari leggende o antiche genealogie sulle loro origini che facciano dedurre una comune identità originaria.

## Storia successiva

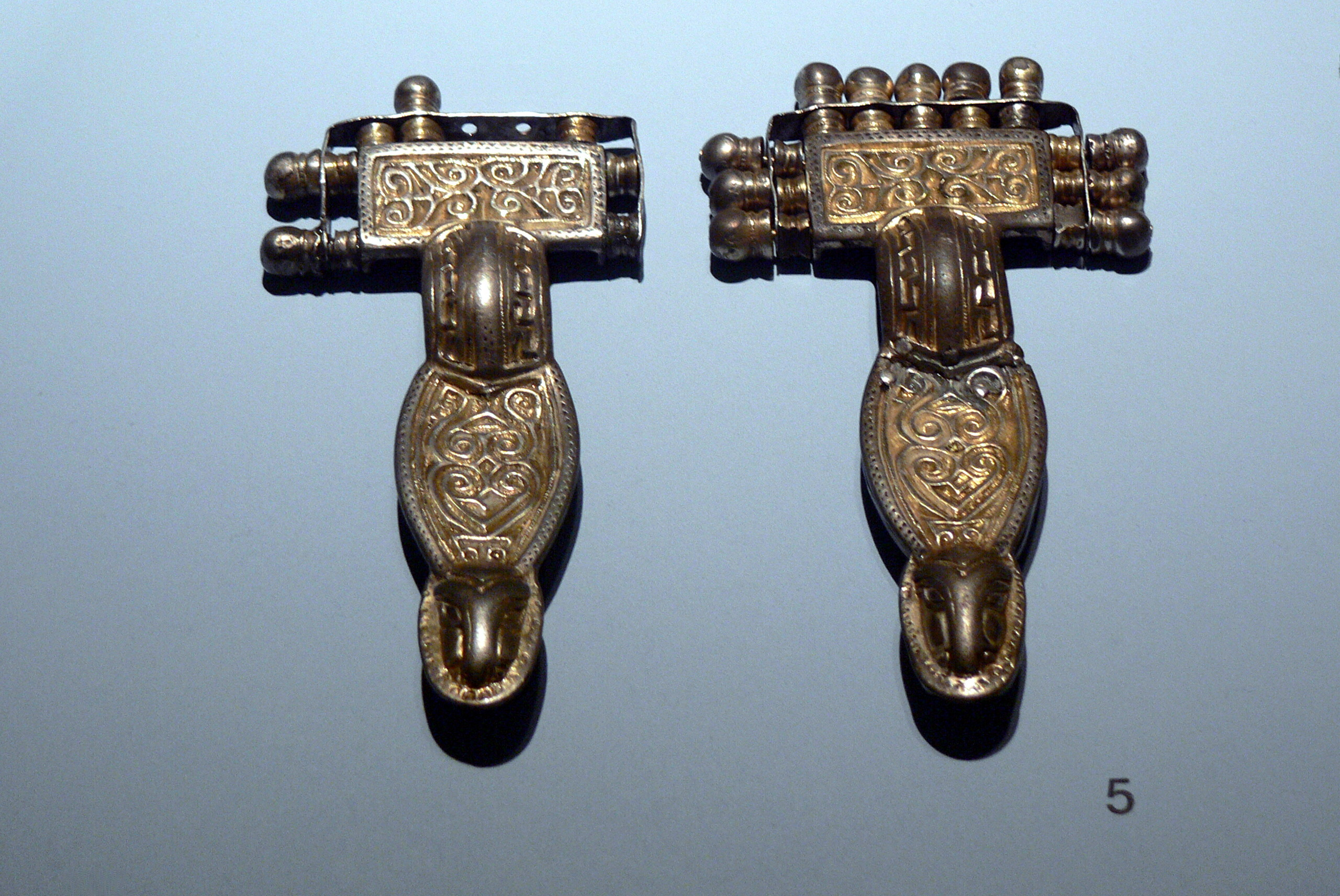
Un paio di fibule alamanne; legno intagliato, argento dorato; VI secolo, da Herbrechtingen

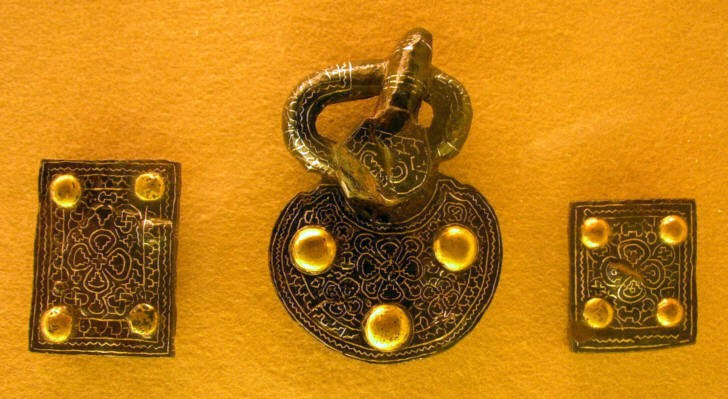
Fibbie per cinture alamanne, VII secolo, da Weingarten

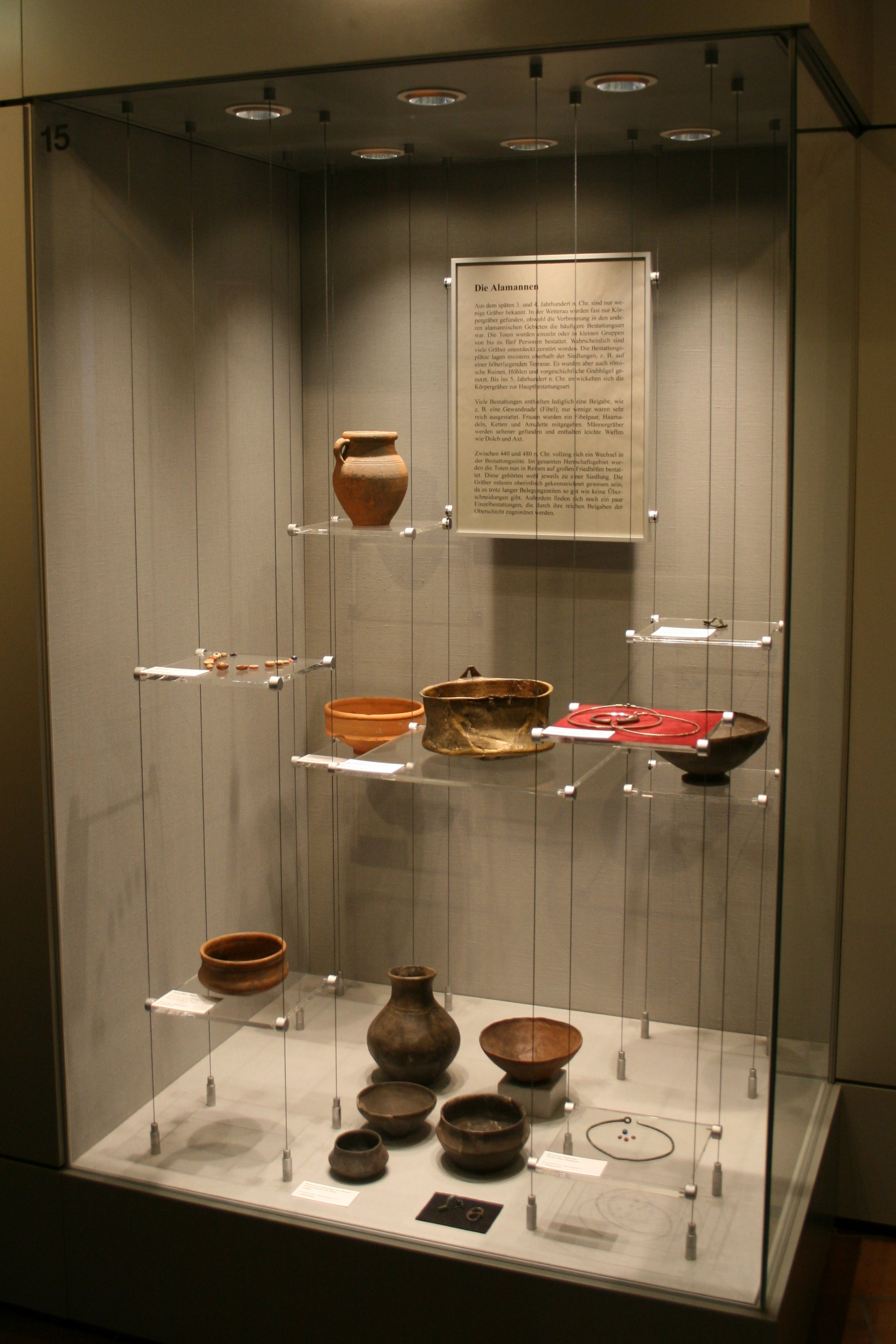
Ceramica alamanna, presso il Wetterau-Museum di Friedberg

Nel 354 una nuova incursione alamanna contro l'Impero romano, mossa partendo sempre dal loro territorio d'insediamento nell'odierna Germania meridionale, sfociò in un ampio conflitto contro l'imperatore Costanzo II. Guidata dai fratelli Gundomado e Vadomario, la confederazione penetrò in Gallia attraverso il Limes renano, saccheggiò numerose città e vinse nella Battaglia di Reims (356) il cesare d'Occidente, Giuliano, che tuttavia ebbe la sua rivincita già l'anno seguente, nella Battaglia di Strasburgo (357). Poco più tardi gli Alamanni si accordarono con lo stesso imperatore per scendere in campo contro Giuliano (359), che tuttavia costrinse Vadomario a negoziare una pace (360). Roma, dilaniata dalle rivalità tra i diversi cesari e augusti, cercò di inserire gli Alamanni all'interno dei propri giochi politici; nonostante un attacco a tradimento contro Giuliano nel 361, Vadomario e i suoi guerrieri furono impiegati come truppe mercenarie in Asia (365-366) e in Armenia (371). Il nucleo della confederazione proseguiva intanto nelle sue scorrerie: nel 368 travolsero Magonza e costrinsero l'imperatore Valentiniano I ad accorrere e a ricacciare i Germani con la Battaglia di Solicinium; nel 378 a sconfiggerli fu Graziano, nella Battaglia di Argentovaria.
Nel III e IV secolo vi fu ancora una distinzione tra gli Alamanni e i Suebi, con la sconfitta di questi popoli da parte di Clodoveo I, una prima volta nel 476/477, e una seconda volta nel 506 con l'uccisione del rex Alamannorum. Da questo momento persero alcuni territori con le relative popolazioni che appunto andarono a formare il nucleo della Svevia. Pur non costituendo più, da questo momento, una entità politica, la loro importanza etnografica all'interno delle politiche dei Franchi e degli Ostrogoti rimase importante.
Dopo l'uccisione del loro re tentarono un'alleanza con gli Ostrogoti. Si insediarono sotto la protezione dei Goti parte nel nord Italia e parte nella regione tra il Lago di Costanza e il tratto alpino del Reno. Nel 537 il re Vitige cedette ai Franchi l'Alemannia gotica e da questo momento esse fece stabilmente parte del regno dei Franchi, occupando in seguito buona parte dell'altopiano svizzero e varie regioni dell'arco alpino.
Gli stati germanici formatisi dalla confederazione alamanna ricevettero durante il lento processo di disgregazione dell'Impero Romano il nome di Alemannia. Questa regione, dopo la caduta di Roma verrà occupata dai Franchi.
La regione dell'Alemannia comprendeva un numero di distretti differenti, che riflettevano la loro diversa composizione etnica: la diocesi di Strasburgo, il territorio di Augusta, la diocesi di Magonza e Basilea. Oggi i discendenti degli Alamanni sono divisi in parti di quattro differenti nazioni: Francia (Alsazia), Germania (Svevia e parte della Baviera), Svizzera e Austria, regioni caratterizzate da dialetti, derivati dal tedesco alemanno che ben si contraddistinguono dal tedesco parlato altrove e che ancora oggi riesce a indicare l'area che questo popolo riuscì a occupare nel corso dei secoli.

## Battaglie contro i Romani
- 260 - Battaglia di Milano - I Romani di Gallieno battono 300.000 Alamanni.
- 268 - Battaglia del lago Benaco - I Romani sotto Claudio II sconfiggono gli Alamanni.
- 271 -
  - Battaglia di Piacenza - L'imperatore Aureliano è sconfitto dalle forze alamanne che invadono la penisola italiana.
  - Battaglia di Fano - Aureliano sconfigge gli Alamanni, che iniziano a ritirarsi dall'Italia.
  - Battaglia di Pavia - Aureliano distrugge l'esercito alamanno in ritirata.
- 298 -
  - Battaglia di Lingones - Il Cesare Costanzo Cloro sconfigge gli Alamanni.
  - Battaglia di Vindonissa - Costanzo sconfigge nuovamente gli Alamanni.
- 356 - Battaglia di Reims - Il Cesare Giuliano è sconfitto dagli Alamanni
- 357 - Battaglia di Strasburgo - Giuliano espelle gli Alamanni dalla Valle del Reno
- 368 - Battaglia di Solicinium - I romani, sotto l'imperatore Valentiniano I, sconfiggono un'altra incursione alamanna.
- 378 - Battaglia di Argentovaria - L'imperatore Graziano è vittorioso sugli Alamanni.

## Lingua

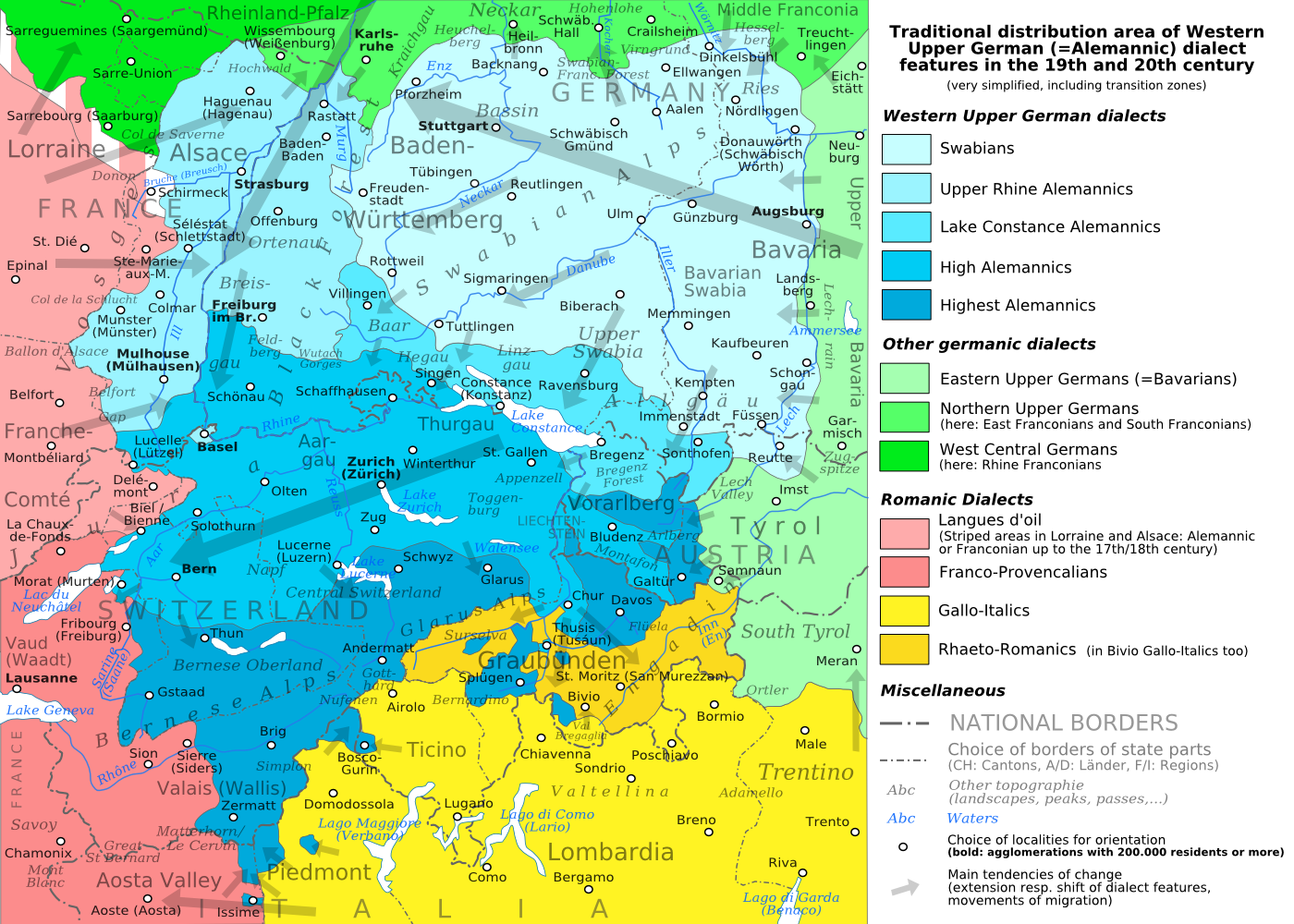
Distribuzione tradizionale dei dialetti alamanni (tonalità di azzurro)

Il tedesco che era parlato nei territori dove erano stanziati gli Alamanni è chiamato tedesco alemanno ed è considerato un sottogruppo dell'alto tedesco antico (Althochdeutsch), di cui le iscrizioni runiche alamanne sono considerate le più antiche testimonianze.
In area alamanna ha avuto inizio quel mutamento linguistico noto come Seconda mutazione consonantica (iniziato nel VI o VII secolo circa) che ha caratterizzato fin dall'alto medioevo i dialetti germanici occidentali continentali in maniera più o meno marcata, e la lingua dei Longobardi: prima di allora le tribù alamanne parlavano una varietà di germanico occidentale solo leggermente differente dai dialetti delle altre tribù germaniche oltre i confini romani.